# اوراسن پرایس
اوراسن پرایس (زاده ۳ آوریل ۱۹۵۲، ۱۴ فروردین ۱۳۳۱) مربی تنیس آمریکایی است. او بیشتر به دلیل اینکه هم مادر و هم مربی وینس و سرنا ویلیامز شناخته شده‌است. او همسر سابق ریچارد ویلیامز است که در سال ۲۰۰۲ از او جدا شد.